# Подкова-Лесьна
Подко́ва-Ле́сьна (пол. Podkowa Leśna) — місто в центральній Польщі.
Належить до Гродзиського повіту Мазовецького воєводства.

## Демографія
Демографічна структура станом на 31 березня 2011 року:
|          | Загалом | Допрацездатний вік | Працездатний вік | Постпрацездатний вік |
| -------- | ------- | ------------------ | ---------------- | -------------------- |
| Чоловіки | 1849    | 390                | 1161             | 298                  |
| Жінки    | 2103    | 340                | 1189             | 574                  |
| Разом    | 3952    | 730                | 2350             | 872                  |